# Мазоловська сільська рада (Вітебська область)
55°17′12.5″ пн. ш. 30°8′32.4″ сх. д. / 55.286806° пн. ш. 30.142333° сх. д.
Мазоловська сільська́ ра́да (біл. Ма́залаўскі сельсавет) — адміністративно-територіальна одиниця у складі Вітебського району, Вітебської області Білорусі. Адміністративний центр сільської ради — агромістечко Мазолове.

## Розташування
Мазоловська сільська рада розташована на півночі Білорусі, на сході Вітебської області, у північно-західному напрямку від обласного та районного центру Вітебськ.
Найбільша річка, яка протікає територією сільради, із північного сходу на південний захід — Західна Двіна із своєю правою притокою Лужесянкою (32 км). Найбільше озеро, яке частково розташоване на її території, на кордоні із Городоцьким районом — Лосвідо (11,42 км²) та озеро Довжанське.

## Склад сільської ради
До складу Мазоловської сільської ради входить 33 населених пункти:
| - Мазолове — агромістечко. - Баранівка — село. - Боровляни — село. - Букатине — село. - Буяни — село. - Герасимове — село. - Гребениця — село. - Должа — село. - Дреколля — село. - Дутчине — село. - Калинове — село. - Койтово — село. - Коновалове — село. - Королеве — село. - Червоний Двір — село. - Лосвідо — село. - Лужесно — село. | - Лужки — село. - Лущиха — село. - Ніколаєве — село. - Станція Лужесно — село. - Савченки — село. - Сокольники — село. - Судники — село. - Сущево — село. - Тетерки — село. - Тригубці — село. - Уголок — село. - Хайси — село. - Храповичі — село. - Шалиги — село. - Шили — село. - Щучине — село. |